# 真田幸俊

眞田 幸俊（さなだ ゆきとし、1969年 - ）は、日本の工学者、慶應義塾大学教授、学位は、博士（工学）。専門分野は、コグニティブ無線、ソフトウェア無線、適応アレイアンテナ、MIMO、OFDM、ウルトラワイドバンド（UWB）などの信号処理をベースとしたブロードバンド無線システムの研究。

## 人物
東京都生まれ。松濤幼稚園、学習院初等科・中等科・高等科卒業。1992年慶應義塾大学理工学部電気工学科卒業。1995年ビクトリア大学電気・計算機工学専修修了。1997年慶應義塾大学大学院理工学研究科電気工学専攻博士課程修了後、東京工業大学工学部電気・電子工学科助手。2000年株式会社ソニーコンピュータサイエンス研究所アソシエイトリサーチャー。2001年慶應義塾大学理工学部電子工学科専任講師。2004年4月から同助教授。2011年4月から同教授。
COE採択メンバーである。慶應義塾大学大学院情報・電気・電子分野21世紀COEプログラム・アクセス網高度化光・電子デバイス技術。
松代真田家16世14代当主である。藩祖真田信之の血はひいておらず、伊予宇和島藩主・伊達宗城の男系子孫にあたる。長野市真田宝物館名誉館長。